# Гилайера

Питер Пауль Рубенс. Похищение дочерей Левкиппа 1617—1618. Старая пинакотека. Мюнхен

Гилайе́ра или Гилаира (др.-греч. Ἱλάειρα) — персонаж древнегреческой мифологии, одна из Левкиппид — дочерей мессенского героя Левкиппа, ставших жёнами Диоскуров.

## В мифологии
Античные авторы называют Гилайеру и её сестру Фебу дочерьми Левкиппа — мессенского героя, по матери происходившего от Персея (в «Киприях» изложена альтернативная версия, об отцовстве Аполлона). Левкипп решил выдать дочерей за своих племянников Афаретидов — Идаса и Линкея соответственно, но девушек похитили Диоскуры, которые тоже приходились им двоюродными братьями. Гилайера стала женой либо Полидевка, либо Кастора. Этот инцидент стал причиной конфликта между Диоскурами и Афаретидами, в котором погибли Кастор и Линкей.
Псевдо-Аполлодор называет имя сына Гилайеры и Кастора — Аногон.

## Память о Гилайере в исторические времена
В Спарте Диоскуров почитали как героев, а вместе с ними почитали и их жён. Существовал храм Гилайеры и Фебы, жрицами в котором были молодые девушки. Этот культ просуществовал по крайней мере до II века н. э.
В храме Диоскуров в Аргосе находились сделанные из чёрного (эбенового) дерева статуи Гилайеры и Фебы работы Дипена и Скиллида начала VI века до н. э.. Похищение дочерей Левкиппа было изображено на знаменитом в древности троне Аполлона в Амиклах, а также на медном рельефе в храме Афины Полиухос (Градопокровительницы) в Спарте.
Похищение дочерей Левкиппа изобразил Питер Пауль Рубенс на одноимённой картине (1617—1618 годы).